# Zeleni Slovenije
Zeleni Slovenije (ZS) je ekološka politička stranka koja djeluje u Sloveniji.
Osnovana je 1989. godine u Ljubljani. Godine 1990. bila je dio velike koalicije DEMOS koja je nakon prvih demokratskih izbora preuzela vlast i provela osamostaljenje Slovenije od Jugoslavije.
Danas nema parlamentarni status.

## Vanjska povetnica
- Službena stranica